# Eduard Elwert

Eduard Elwert

Eduard Elwert (* 22. Februar 1805 in Cannstatt; † 9. Juni 1865 ebenda) war Professor der evangelischen Theologie in Zürich und Tübingen sowie Pfarrer und Ephorus.

## Leben
Eduard Elwert wurde als sechstes Kind von Immanuel Gottlieb Elwert in dessen dritter Ehe in Cannstatt geboren.
Er besuchte das Seminar in Maulbronn und studierte Evangelische Theologie in Tübingen. Während seines Studiums wurde er 1823 Renonce der Tübinger Burschenschaft. 1832 wirkte er als Diakon in Nagold und wurde vier Jahre später, 1836, als Professor der Evangelischen Theologie nach Zürich berufen und 1839 nach Tübingen (Dr. phil. et theol.). Von 1841 bis 1850 war er Pfarrer in Mötzingen, nachdem er sich mit einem Lied auf die Farben seiner Burschenschaft den Unwillen seiner Vorgesetzten zugezogen hatte.
Sein Lied Auf dunklem Grunde ruht das Leben steht noch ganz in der burschenschaftlichen Tradition. Der Text über die Farben Schwarz, Rot und Gold des Schulterbandes seiner Studentenverbindung lebt nicht nur vom im Johannes-Evangelium beschriebenen Dualismus zwischen Licht und Finsternis, sondern auch von der Hoffnung auf den Sieg des „allgewaltigen Geistes“ in uns (Strophe 2) und auf den baldigen Anbruch einer besseren Zukunft (Strophe 4):
Schwarz, Rot und Gold von ew'ger Hand gemalt,
Bedeutungsvoll in jedes Burschen Leben,
Schwarz, Rot und Gold, vom Sieg so oft umstrahlt,
Als Gott der Welt ein deutsches Herz gegeben,
Ihr deutschen Farben könntet je vergehn?
Kannst du die Sonne von dem Himmel streichen?
Wann kann die Nacht, wann Morgenrot dem Blick entweichen?
Nein, teures Band - Du kannst nie untergehn!
Elwert galt unter den in seiner Zeit zahlreichen Anhängern Friedrich Schleiermachers in Württemberg als einer der feinsten und tiefsten und war dabei ein guter Philologe. Er gab aber nur sehr wenige Veröffentlichungen heraus.
Von 1850 bis zu seiner Pensionierung war er Ephorus im Seminar des Klosters Schöntal. Am 9. Juni 1865, wieder in seine Vaterstadt Cannstatt zurückgekehrt, wurde er vom Tod überrascht und auf dem Uff-Kirchhof beerdigt.

## Werke
- De antinomia Jo. Agricolae, Dissertation, Turici, 1836.
- Ueber den Begriff der Religion, in der Tübinger Zeitschrift für Theologie, 1835.